# Игер, Маргарита
Маргарита Александра Игер (англ. Margaretta Alexandra Eagar; 12 августа 1863—1936) — медсестра и гувернантка, служившая у детей Николая II и Александры Фёдоровны, автор книги воспоминаний.
Игер написала свои мемуары «Шесть лет при русском императорском дворе» (англ. Six Years at the Russian Court) о том времени, когда она находилась в семье Романовых.

## Биография
Игер родилась 12 августа 1863 года в Лимерике, Ирландия. Была одним из десяти детей у протестантской пары Фрэнсиса Холдена и Фрэнкис Игер. В Белфасте она обучалась на медсестру, а также работала медсестрой в приюте.
Игер была няней у дочерей Николая II с 1898 года по 1904 год. Позже тетя великих княжён — Ольга Александровна воспоминала, что у мисс Игер был большой интерес к политике:

В очередном порыве добраться до папа́, маленькая Мария удрала из ванны и как есть, голенькой, помчалась по дворцовым коридорам, в то время как няня, мисс Игер, увлекавшаяся политикой, с увлечением обсуждала со своей помощницей дело Дрейфуса. Великую княжну перехватила на полдороге, и когда вместе со своей ношей на руках, появилась в помещении ванной, няня, так и не заметив бегства своей подопечной, увлеченно продолжала спорить.

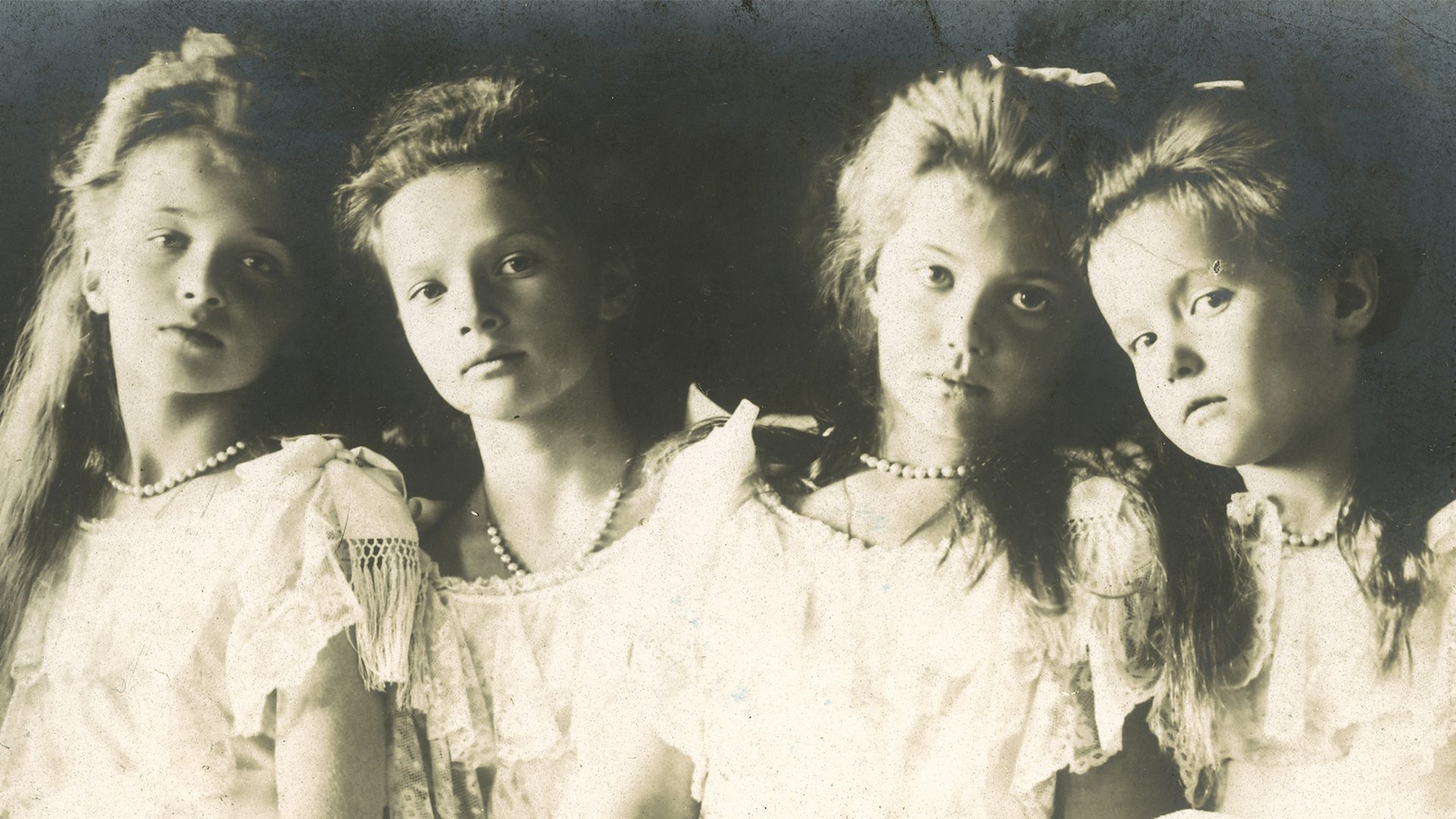
Слева направо: Великие княжны Ольга, Татьяна, Мария и Анастасия, 1906 год.

С помощью мисс Игер четыре великих княжны обучались английскому языку, и у них даже появился отчетливый ирландский акцент до такой степени, что пришлось нанять наставника-англичанина Чарльза Сиднея для исправления его, когда девочки повзрослели.
Игер, вырастившая всех четырёх великих княжон, написала в своей книге, что она покинула царскую семью по личным причинам. По одной из версий она была уволена из-за напряженной политической ситуации связанной с Русско-японской войной. Великобритания активно поддерживала Японию.
Во время службы Игер получала пенсию от российского правительства. Она переписывалась с великими княжнами вплоть до их убийства в 1918 году. Позже она управляла пансионом, который не принес успеха, и из-за этого она впала в долги. Члены её семьи заявляли, что её часто преследовали мысли о жестоком убийстве девочек, которых она вырастила. Она переживала за них до самой смерти в частном санатории в 1936 году.